# STS-132
STS 132 (ang. Space Transportation System) – trzydziesty drugi lot w kosmos promu Atlantis i sto trzydziesta druga misja programu lotów wahadłowców. Głównym celem misji był lot na Międzynarodową Stację Kosmiczną (ISS) i dostarczenie modułu MIM-1 Rasswiet oraz palety ICC-VLD (Integrated Cargo Carrier-Vertical Light Deployable) z anteną SGANT (Space to Ground Antenna) i innymi elementami wyposażenia dla stacji.

## Załoga
źródło
Załogę misji STS-132 stanowiło sześciu astronautów.
- Kenneth Ham (2)* – dowódca, NASA, USA
- Dominic Antonelli (2) – pilot, NASA, USA
- Michael Good (2) – 1 specjalista misji, NASA, USA
- Piers Sellers (3) – 2 specjalista misji, NASA, USA
- Stephen Bowen (2) – 3 specjalista misji, NASA, USA
- Garrett Reisman (2) – 4 specjalista misji, NASA, USA

*Liczby w nawiasach oznaczają liczbę odbytych przez astronautę lotów kosmicznych, wliczając tę misję

## Plan lotu

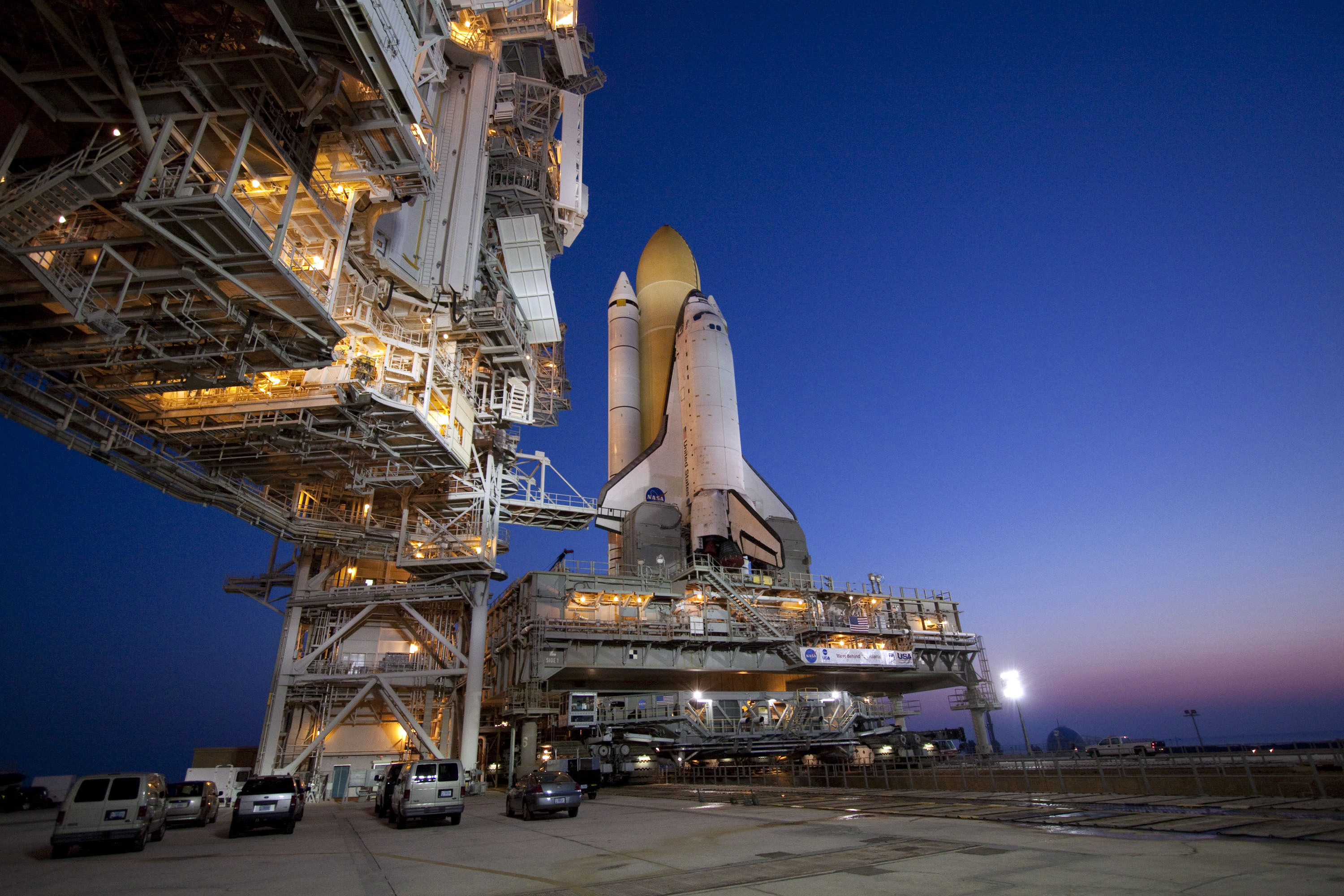
Atlantis na platformie startowej

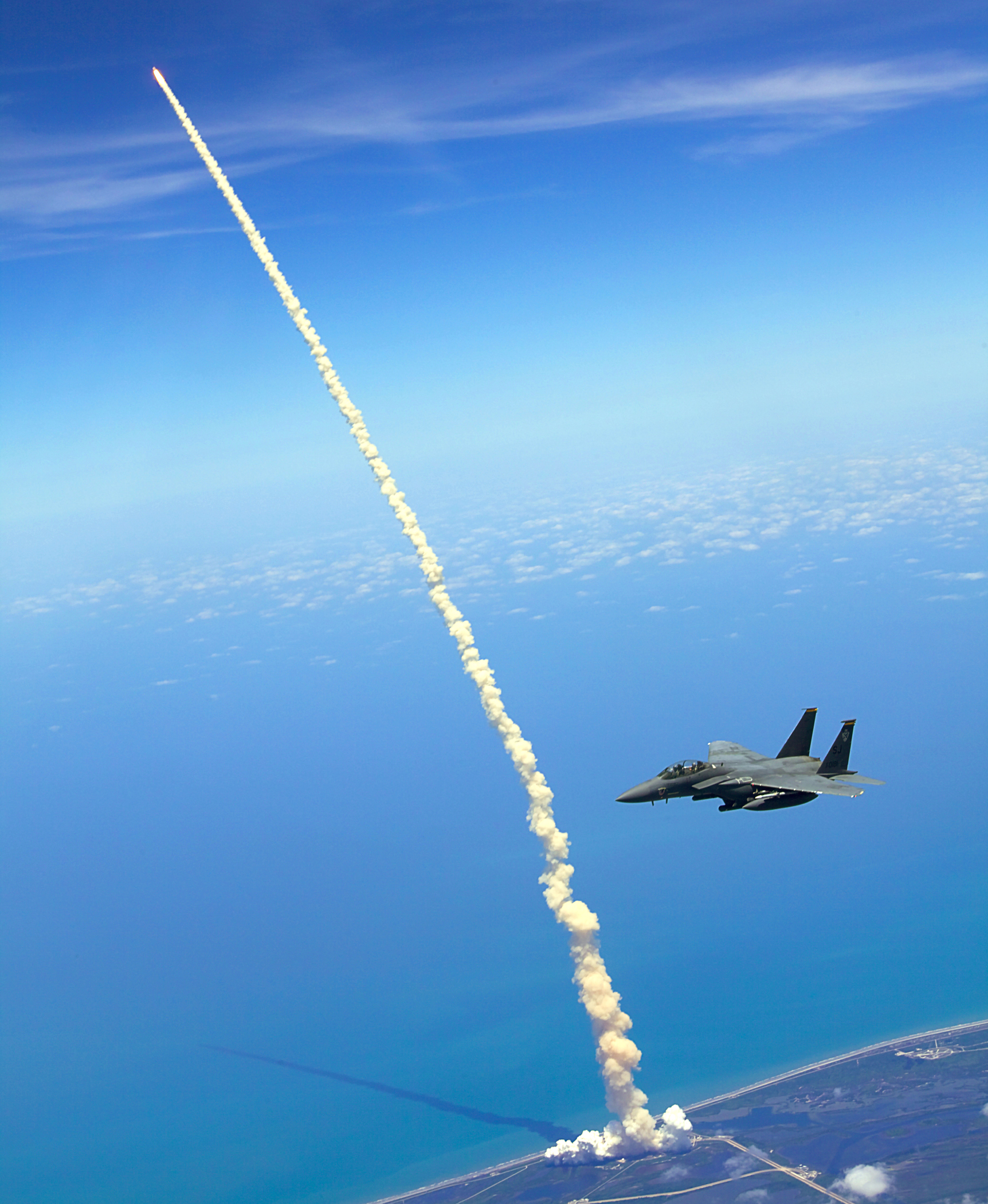
F-15E Strike Eagle asystuje start wahadłowca

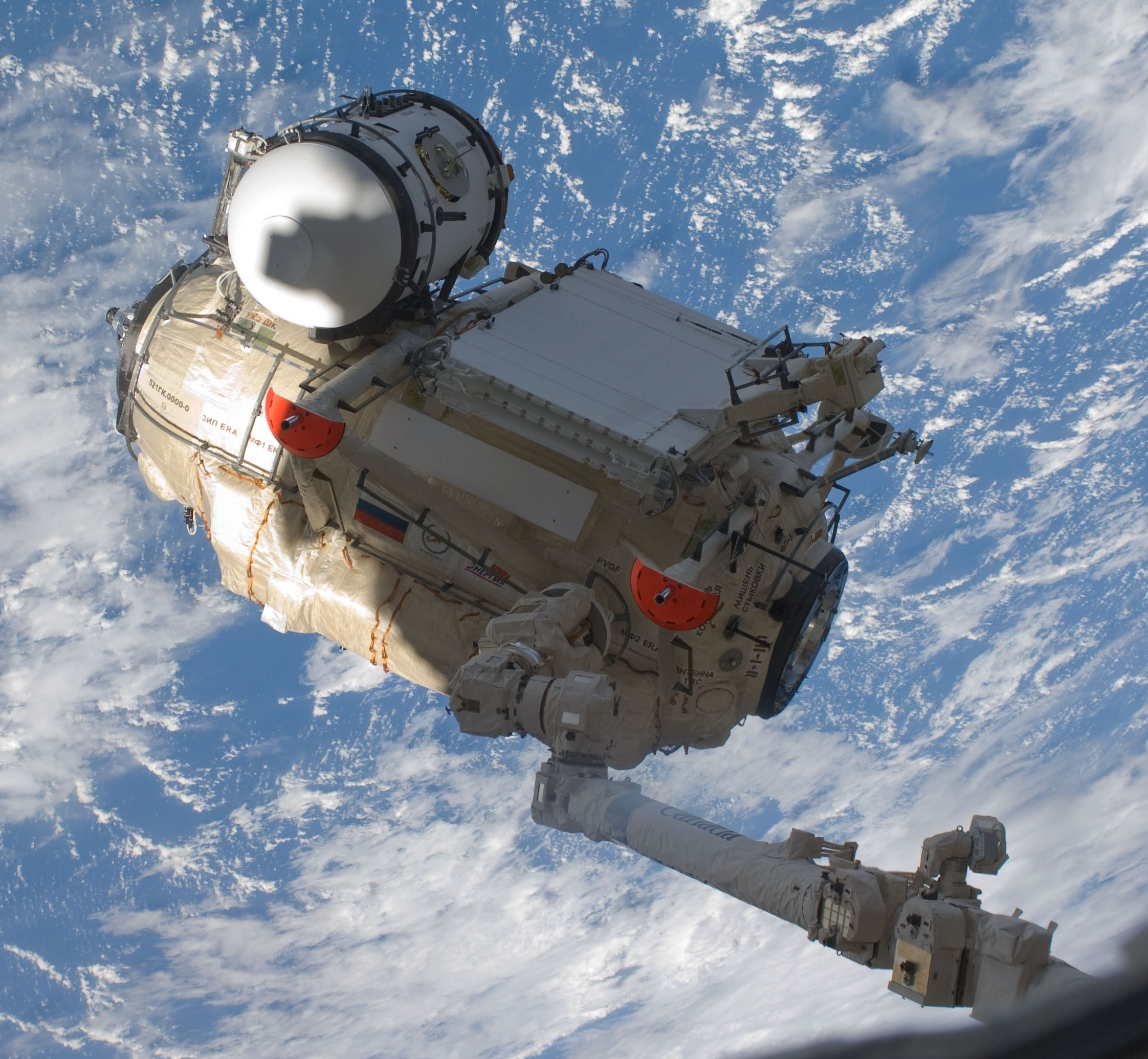
Manipulator Canadarm 2 przemieszcza moduł Rasswiet

Promem wysłanym w tej misji w przestrzeń kosmiczną był Atlantis (OV-104) debiutujący w misji STS-51-J 3 października 1985 roku.
Misję zaplanowano na 12 dni.
Start odbył się 14 maja 2010 roku z przylądka Canaveral na Florydzie, z jedynego już dla promów kosmicznych czynnego stanowiska LC-39A.
W czasie misji, po połączeniu z ISS 16.05.2010, zaplanowano trzy spacery kosmiczne (EVA):
- EVA-1 (Reisman, Bowen) – 17.05.2010
- EVA-2 (Bowen, Good) – 19.05.2010
- EVA-3 (Reisman, Good) – 21.05.2010

Odłączenie od ISS zaplanowano na 24.05.2010, a lądowanie w KSC na 26.05.2010.

## Cel misji
Głównym zadaniem misji było dowiezienie na ISS rosyjskiego modułu badawczego MIM 1 (ros. Малый исследовательский модуль, ang. MRM 1 – Mini-Research Module 1) o nazwie Rasswiet (ros. Рассвет, pol. „Świt”) wraz ze zintegrowanym Cargo Carrier-Vertical Light Deployable (ICC-VLD).
Moduł Świt przeznaczony jest do połączeń ze statkami załogowymi Sojuz. Zbudowany został z wykorzystaniem PGO (hermetycznego przedziału urządzeń) niezrealizowanego elementu rosyjskiej części ISS – modułu naukowo-energetycznego (NEM).
Posiada dwa węzły cumownicze SSWP G4000 – jednym został połączony na stałe z dolnym węzłem modułu Zaria, do drugiego cumują Sojuzy i Progressy. Na powierzchni zamontowano ładunki przeznaczone dla modułu MŁM Nauka – śluzę, radiator, a także zapasowy przegub EJ oraz przenośne stanowisko robocze dla manipulatora ERA o łącznej masie 1,72 tony. Wewnątrz znajdowało się 1,4 tony ładunku dla amerykańskiej części stacji.
Masa startowa modułu wynosiła 7,9 tony, z czego na właściwy moduł przypadało 4,78 tony. Długość – 6,59 metra, średnica maksymalna (startowa) – 4,96 metra, średnica modułu – 2,4 metra, objętość części hermetycznej – 18,1 m³, objętość swobodna – 14,5 m³, z czego 5,5 m³ dla transportu i składowania ładunku. Wewnątrz znajduje się jedno stanowisko robocze do przeprowadzania eksperymentów na powierzchni zewnętrznej modułu. 18 maja 2010 moduł Rasswiet został przyłączony do dolnego węzła modułu Zaria.
W ładowni Atlantisa oprócz MRM-1 na ISS poleciał również Integrated Cargo Carrier – Vertical Light Deployable (ICC-VLD), czyli platforma z zapasowymi elementami: sześć baterii dla elementu kratownicy P6, obsługujących ogniwo fotowoltaiczne 4B na tym elemencie, antena Space to Ground Antenna (SGANT) oraz inne elementy zapasowe.

## Przebieg misji
- 13.04.2010 – wykonano roll-over orbitera z OPF-1 do VAB.
- 16.04.2010 – na wyrzutnię dostarczono kontener z ładunkiem.
- 20.04.2010 – o 01:00, po godzinnej zwłoce spowodowanej warunkami atmosferycznymi, postanowiono opóźnić roll-out o 22 godziny. Jednak o 16:55 wyjazd został przesunięty o dodatkowe 12 godzin.
- 21.04.2010 – o 11:20 podjęto decyzję o przesunięciu wywozu na godzinę 22:00, a następnie na 04:01 w dniu 22.04.2010.
- 22.04.2010 – o 03:31:51 rozpoczęto operację wyjazdu na kompleks startowy 39A. Zakończyła się ona o 10:04.
- 24.04.2010 – wykonano TCDT (Terminal countdown demonstration test).
- 29.04.2010 – odbyła się FRR (Flight Readiness Review), podczas której potwierdzono start w dniu 14.05.2010.
- 10.05.2010 – załoga przybyła na KSC.
- 11.05.2010 – o 20:00 od stanu T-43 godziny (L-70 godzin 15 minut rozpoczęto odliczanie).
- 14.05.2010 – o 18:20:09 nastąpił start z wyrzutni LC-39A. W T+2' 04" nastąpiło odrzucenie SRB, w T+2' 14" rozpoczęła się asysta OMS (t=72"). W T+8' 31" nastąpiło MECO (Main Engine Cut Off), w T+8' 47" separacja ET. Prom znalazł się na nietrwałej orbicie o pułapie 58–219 km. W T+37' 30" rozpoczęto manewr OMS-2 (t=63", dV=29,7 m/s), nowa orbita to 157–228 km. O 19:45 otwarto ładownię, następnie rozłożono i aktywowano antenę pasma Ku. O 21:55 wykonano manewr NC-1 (t=26", dV=18,6 m/s), który podniósł orbitę do 198–231 km.
- 15.05.2010 – o 11:13 wykonano manewr NC-2 (t=10", dV=3,6 m/s, użyto tylko prawego OMS), pułap nowej orbity to 200–233 km. Załoga straciła kilka godzin z powodu uszkodzenia mechanizmu wychylania podstawowego sensora OBSS LDRI (jeden z kabli został przytrzaśnięty przez obejmę), zanim nie zastąpiła go rezerwowym, niewychylanym. O 21:31 wykonano manewr NC-3 (orbita 203–233 km).
- 16.05.2010 – o 14:28 nastąpiło połączenie z ISS. O 18:47 rozpoczęto relokację palety ICC z ładowni promu na POA na MBS. Operacja zakończyła się o 21:11.
- 17.05.2010 – o 11:54 rozpoczęła się EVA-1. Wzięli w niej udział astronauci Reisman i Bowen, którzy wyszli w skafandrach EMU ze śluzy Quest. Ich zadaniem było zamontowanie na Z1 rezerwowej anteny pasma Ku SGANT, platformy części zapasowych EOTP na Dextre oraz zwolnienie blokad przeznaczonych do wymiany baterii akumulatorów na P6. Wszystkie elementy zlokalizowane były na ICC. EVA-1 została zakończona pełnym sukcesem o 19:19 i trwała 7 godzin i 25 minut.
- 18.05.2010 – około 09:50 rozpoczęto wyciąganie modułu Rasswiet z ładowni promu. O 12:19:45 został on dołączony do dolnego węzła modułu Zaria.
- 19.05.2010 – o 10:38 rozpoczęła się EVA-2. Wzięli w niej udział astronauci Bowen i Good, którzy wyszli w skafandrach EMU ze śluzy Quest. Ich zadaniem była wymiana trzech baterii akumulatorów na P6 (ze względu na szybkie uporanie się z pracami, dodatkowo wymieniono czwarty, a także poprawiono mocowanie anteny SGANT) oraz poprawienie kabla LDRI. EVA-2 zakończyła się o 17:47 i trwała 7 godzin i 9 minut.
- 21.05.2010 – o 10:27 rozpoczęła się EVA-3. Wzięli w niej udział astronauci Good i Reisman, którzy wyszli w skafandrach EMU ze śluzy Quest. Ich zadaniem było: wymiana pozostałych dwóch baterii akumulatorów na P6, przeniesienie na powierzchnię stacji PDGF, przeznaczonego do późniejszego zamontowania na powierzchni modułu Zaria, poprawienie arkusza izolacji Dextre, zamontowanie złączki w systemie chłodzenia amoniakiem pomiędzy P4 i P5 i wymiana dodatkowego sprzętu i wyposażenia dla potrzeb przyszłych EVA. EVA-3 zakończyła się o 17:13 i trwała 6 godzin i 46 minut.
- 22.05.2010 – o 10:01 paleta ICC znalazła się z powrotem w ładowni promu.
- 23.05.2010 – o 15:22 prom odłączył się od ISS.
- 26.05.2010 – o 11:41:59 na orbicie #186 rozpoczęto manewr deorbitacji (t=3' 10", dV=104 m/s). O 12:48:08 prom wylądował na bieżni nr 33 SLF w KSC.

### Dokowanie do ISS
- Połączenie z ISS: 16 maja 2010, 14:28:26 UTC
- Odłączenie od ISS: 23 maja, 15:22:02 UTC
- Łączny czas dokowania: 7 dni 0 godzin 53 minuty 36 sekund

## Ciekawostki
STS-132 był:
- 163. amerykańskim załogowym lotem kosmicznym.
- 132. misją od misji STS-1.
- 32. lotem Atlantisa.
- 34. misją promu do ISS.
- 11. lotem Atlantisa do ISS.

STS-132 miał być ostatnim lotem orbitalnym Atlantisa, jednak wahadłowiec poleciał jeszcze w misję STS-135.